# جوزف آفول
جوزف آفول (انگلیسی: Joseph Afful؛ زادهٔ ۳۰ ژوئیهٔ ۱۹۷۹) بازیکن فوتبال اهل غنا است که برای بروکلین نایتس در لیگ ۲ یواس‌ال بازی می‌کند.